# Pianoconcert nr. 2 (Sjostakovitsj)
Dmitri Sjostakovitsj componeerde zijn Pianoconcert nr. 2 in F majeur opus 102 gedurende 1956 en 1957.

## Geschiedenis
Gedurende zijn gehele leven heeft Sjostakovitsj pianocomposities geschreven voor de muzikale opleiding van zijn dochter Galya en zijn zoon Maxim Sjostakovitsj. Die werken kenden een oplopende moeilijkheidgraad. Uiteindelijk was zoon Maxim aan de beurt voor een afstudeerproject en vroeg zijn vader om een “echt” pianoconcert. Uiteindelijk was dat pianoconcert er in 1957. Maxim speelde het op zijn afstudeerconcert aan het Conservatorium van Moskou op 10 mei 1957. Om te oefenen met zijn vader is er ook een versie voor twee piano’s; die versie heeft weleens opus 101 meegekregen, maar dat werd later zijn 6e strijkkwartet. Het pianoconcert nr. 2 werd later nog gebruikt als balletmuziek door de choreograaf Sir Kenneth MacMillan voor zijn ballet Concerto. Overigens is dit zijn enige pure pianoconcert; het 1e pianoconcert is geschreven voor piano, trompet en strijkers.

## Compositie
Het pianoconcert kent de traditionele driedeling:
1. Allegro
2. Andante
3. Allegro

Sjostakovitsj heeft tijdens zijn leven ook lichte muziek geschreven en muziek voor variété, denk met name aan de Suite voor Variété orkest met de beroemde tweede wals. Dat hij daarin goed thuis was blijkt uit de delen (1) en (3) die een ultieme lichtheid bevat, die je in deze tijd (rond 1957) niet meer bij de componist tegenkomt. Zijn volgende werk, Symfonie nr. 11 is van een heel ander kaliber, veel serieuzer en voor groot symfonieorkest. Aangezien de compositie uitgevoerd moest worden met een leerlingen van het conservatorium kon hij ook de begeleiding een niet al te veel eisende partij voorschrijven. Deel (2) (voor solist en strijkers) is van een andere wereld, dan de buitendelen. De gelijkenis met een willekeurig pianoconcert van Sergej Rachmaninov is treffend.

## Bron en discografie
- Uitgave Chandos: het I Musici de Montréal o.l.v. Maxim Sjostakovitsj met solist Dmitri Sjostakovitsj jr.